# ایزدبکی-بواژیه
ایزدبکی-بواژیه (به لهستانی:  Izdebki-Błażeje) یک روستا در لهستان است که در گمینا زبوچن واقع شده‌است.